# Đậu móc
Đậu móchay dây đậu co, đậu mèo đen, móc mèo đen(danh pháp: Mucuna revoluta) là loài thực vật có hoa trong họ Đậu. Loài này được Wilmot-Dear miêu tả khoa học đầu tiên.